# Línea N1 de Nitbus
La línea N1 es una ruta de autobús nocturno que conecta diferentes puntos de la ciudad de Barcelona. Ofrece un servicio de transporte público durante las horas nocturnas, facilitando la movilidad a los ciudadanos.

## Recorrido
La línea N1 sigue un recorrido lineal que va desde la Zona Franca, un área industrial y logística al sur de Barcelona, hasta Trinitat Nova, un barrio situado en el norte de la ciudad, pasando por el centro de Barcelona y puntos clave como Plaça Catalunya.